# Coppa Italia Semiprofessionisti 1975-1976
La Coppa Italia Semiprofessionisti 1975-1976 è stata la 4ª edizione dell’odierna Coppa Italia Serie C, e si è conclusa con la vittoria del Lecce, al suo primo titolo.

## La formula
Venne confermata la formula dell’anno prima, con tutte le squadre di Serie C e le migliori quattro società dei gironi di Serie D.

## Fase eliminatoria a gironi
Le gare furono disputate tra il 24 agosto e il 10 settembre.

### Girone 1
|         | CAN | ALB | IMP |
| ------- | --- | --- | --- |
| Canelli | ––– | 2-1 | 0-0 |
| Albese  | 1-2 | ––– | 2-1 |
| Imperia | 1-0 | 2-0 | ––– |

| Pos. | Squadra | Pt | G | V | N | P | GF | GS | DR |
| ---- | ------- | -- | - | - | - | - | -- | -- | -- |
| 1.   | Imperia | 5  | 4 | 2 | 1 | 1 | 4  | 2  | +2 |
| 2.   | Canelli | 5  | 4 | 2 | 1 | 1 | 4  | 3  | +1 |
| 3.   | Albese  | 2  | 4 | 1 | 0 | 3 | 4  | 7  | -3 |

### Girone 2
|             | ALE | VIG | NOV |
| ----------- | --- | --- | --- |
| Alessandria | ––– | 1-0 | 3-0 |
| Vigevano    | 2-2 | ––– | 3-1 |
| Novese      | 0-0 | 0-2 | ––– |

| Pos. | Squadra     | Pt | G | V | N | P | GF | GS | DR |
| ---- | ----------- | -- | - | - | - | - | -- | -- | -- |
| 1.   | Alessandria | 6  | 4 | 2 | 2 | 0 | 6  | 2  | +4 |
| 2.   | Vigevano    | 5  | 4 | 2 | 1 | 1 | 7  | 4  | +3 |
| 3.   | Novese      | 1  | 4 | 0 | 1 | 3 | 1  | 8  | -7 |

### Girone 3
|              | JUN | PRV | OME |
| ------------ | --- | --- | --- |
| Juniorcasale | ––– | 1-1 | 3-0 |
| Pro Vercelli | 0-0 | ––– | 1-0 |
| Omegna       | 0-3 | 1-0 | ––– |

| Pos. | Squadra      | Pt | G | V | N | P | GF | GS | DR |
| ---- | ------------ | -- | - | - | - | - | -- | -- | -- |
| 1.   | Juniorcasale | 6  | 4 | 2 | 2 | 0 | 7  | 1  | +6 |
| 2.   | Pro Vercelli | 4  | 4 | 1 | 2 | 1 | 2  | 2  | 0  |
| 3.   | Omegna       | 2  | 4 | 1 | 0 | 3 | 1  | 7  | -6 |

### Girone 4
|         | CAN | LEC | SER |
| ------- | --- | --- | --- |
| Cantù   | ––– | 1-2 | 0-0 |
| Lecco   | 3-2 | ––– | 2-0 |
| Seregno | 0-0 | 2-1 | ––– |

| Pos. | Squadra | Pt | G | V | N | P | GF | GS | DR |
| ---- | ------- | -- | - | - | - | - | -- | -- | -- |
| 1.   | Lecco   | 6  | 4 | 3 | 0 | 1 | 8  | 5  | +3 |
| 2.   | Seregno | 4  | 4 | 1 | 2 | 1 | 2  | 3  | -1 |
| 3.   | Cantù   | 2  | 4 | 0 | 2 | 2 | 3  | 5  | -2 |

### Girone 5
|               | MIL | PRP | SOL |
| ------------- | --- | --- | --- |
| Milanese 1920 | ––– | 2-3 | 1-0 |
| Pro Patria    | 2-2 | ––– | 2-0 |
| Solbiatese    | 1-2 | 1-2 | ––– |

| Pos. | Squadra       | Pt | G | V | N | P | GF | GS | DR |
| ---- | ------------- | -- | - | - | - | - | -- | -- | -- |
| 1.   | Pro Patria    | 7  | 4 | 3 | 1 | 0 | 9  | 5  | +4 |
| 2.   | Milanese 1920 | 5  | 4 | 2 | 1 | 1 | 7  | 6  | +1 |
| 3.   | Solbiatese    | 0  | 4 | 0 | 0 | 4 | 2  | 7  | -5 |

### Girone 6
|             | LEG | MON | SAL |
| ----------- | --- | --- | --- |
| Legnano     | ––– | 1–3 | 2–1 |
| Monza       | 2–0 | ––– | 3–0 |
| Sant'Angelo | 2–0 | 0–0 | ––– |

| Pos. | Squadra     | Pt | G | V | N | P | GF | GS | DR |
| ---- | ----------- | -- | - | - | - | - | -- | -- | -- |
| 1.   | Monza       | 7  | 4 | 3 | 1 | 0 | -  | -  | -  |
| 2.   | Sant'Angelo | 3  | 4 | - | - | - | -  | -  | -  |
| 3.   | Legnano     | 2  | 4 | - | - | - | -  | -  | -  |

### Girone 7
|           | FAN | MAN | CRE |
| --------- | --- | --- | --- |
| Fanfulla  | ––– | 0-0 | 2-1 |
| Mantova   | 0-0 | ––– | 2-0 |
| Cremonese | 2-1 | 1-0 | ––– |

| Pos. | Squadra   | Pt | G | V | N | P | GF | GS | DR |
| ---- | --------- | -- | - | - | - | - | -- | -- | -- |
| 1.   | Mantova   | 4  | 4 | 1 | 2 | 1 | 2  | 1  | +1 |
| 2.   | Fanfulla  | 4  | 4 | 1 | 2 | 1 | 3  | 3  | 0  |
| 3.   | Cremonese | 4  | 4 | 2 | 0 | 2 | 4  | 5  | -1 |

### Girone 8
|         | TRE | BOL | BEL |
| ------- | --- | --- | --- |
| Trento  | ––– | 1–2 | 0–0 |
| Bolzano | 1–3 | ––– | 0–0 |
| Belluno | 1–2 | 1–2 | ––– |

| Pos. | Squadra | Pt | G | V | N | P | GF | GS | DR |
| ---- | ------- | -- | - | - | - | - | -- | -- | -- |
| 1.   | Trento  | 5  | 4 | - | - | - | -  | -  | -  |
| 2.   | Bolzano | 5  | 4 | - | - | - | -  | -  | -  |
| 3.   | Belluno | 2  | 4 | - | - | - | -  | -  | -  |

### Girone 9
|           | PON | UDI | TRI |
| --------- | --- | --- | --- |
| Ponziana  | ––– | 1-3 | 0-2 |
| Udinese   | 3-0 | ––– | 0-2 |
| Triestina | 4-0 | 1-0 | ––– |

| Pos. | Squadra   | Pt | G | V | N | P | GF | GS | DR  |
| ---- | --------- | -- | - | - | - | - | -- | -- | --- |
| 1.   | Triestina | 8  | 4 | 4 | 0 | 0 | 9  | 0  | +9  |
| 2.   | Udinese   | 4  | 4 | 2 | 0 | 2 | 6  | 4  | +2  |
| 3.   | Ponziana  | 0  | 4 | 0 | 0 | 4 | 1  | 12 | -11 |

### Girone 10
|          | MES | TRE | VEN |
| -------- | --- | --- | --- |
| Mestrina | ––– | 0–4 | 1–2 |
| Treviso  | 1–0 | ––– | 2–1 |
| Venezia  | 2–1 | 1–1 | ––– |

| Pos. | Squadra  | Pt | G | V | N | P | GF | GS | DR |
| ---- | -------- | -- | - | - | - | - | -- | -- | -- |
| 1.   | Treviso  | 7  | 4 | 3 | 1 | 0 | -  | -  | -  |
| 2.   | Venezia  | 5  | 4 | 2 | 1 | 1 | -  | -  | -  |
| 3.   | Mestrina | 0  | 4 | 0 | 0 | 4 | -  | -  | -  |

### Girone 11
|                   | CLO | ADR | PAD |
| ----------------- | --- | --- | --- |
| Clodiasottomarina | ––– | 2-1 | 1-1 |
| Adriese           | 0-1 | ––– | 1-1 |
| Padova            | 2-2 | 0-0 | ––– |

| Pos. | Squadra            | Pt | G | V | N | P | GF | GS | DR |
| ---- | ------------------ | -- | - | - | - | - | -- | -- | -- |
| 1.   | Clodia Sottomarina | 6  | 4 | - | - | - | -  | -  | -  |
| 2.   | Padova             | 4  | 4 | - | - | - | -  | -  | -  |
| 3.   | Adriese            | 2  | 4 | - | - | - | -  | -  | -  |

### Girone 12
|         | RAV | PAR | CAR |
| ------- | --- | --- | --- |
| Ravenna | ––– | 1-2 | 0-0 |
| Parma   | 2-0 | ––– | 5-0 |
| Carpi   | 2-1 | 1-0 | ––– |

| Pos. | Squadra | Pt | G | V | N | P | GF | GS | DR |
| ---- | ------- | -- | - | - | - | - | -- | -- | -- |
| 1.   | Parma   | 6  | 4 | - | - | - | -  | -  | -  |
| 2.   | Carpi   | 5  | 4 | - | - | - | -  | -  | -  |
| 3.   | Ravenna | 1  | 4 | 0 | 1 | 3 | -  | -  | -  |

### Girone 13
|          | RIM | RIC | FOR |
| -------- | --- | --- | --- |
| Rimini   | ––– | 5-3 | 3-0 |
| Riccione | 1-1 | ––– | 1–1 |
| Forlì    | 2-2 | 1–1 | ––– |

| Pos. | Squadra  | Pt | G | V | N | P | GF | GS | DR |
| ---- | -------- | -- | - | - | - | - | -- | -- | -- |
| 1.   | Rimini   | 6  | 4 | 2 | 2 | 0 | 11 | 6  | +5 |
| 2.   | Riccione | 3  | 4 | - | - | - | -  | -  | -  |
| 3.   | Forlì    | 3  | 4 | - | - | - | -  | -  | -  |

### Girone 14
|            | CAT | ANC | FAN |
| ---------- | --- | --- | --- |
| Cattolica  | ––– | 0-2 | 1-0 |
| Anconitana | 6-1 | ––– | 0-0 |
| Fano       | 3-0 | 2-1 | ––– |

| Pos. | Squadra    | Pt | G | V | N | P | GF | GS | DR |
| ---- | ---------- | -- | - | - | - | - | -- | -- | -- |
| 1.   | Anconitana | 5  | 4 | - | - | - | -  | -  | -  |
| 2.   | Fano       | 5  | 4 | - | - | - | -  | -  | -  |
| 3.   | Cattolica  | 2  | 4 | - | - | - | -  | -  | -  |

### Girone 15
|          | MAS | SPE | LUC |
| -------- | --- | --- | --- |
| Massese  | ––– | 2-1 | 1-0 |
| Spezia   | 1-0 | ––– | 0-1 |
| Lucchese | 1-1 | 1-1 | ––– |

| Pos. | Squadra  | Pt | G | V | N | P | GF | GS | DR |
| ---- | -------- | -- | - | - | - | - | -- | -- | -- |
| 1.   | Massese  | 5  | 4 | - | - | - | -  | -  | -  |
| 2.   | Lucchese | 4  | 4 | - | - | - | -  | -  | -  |
| 3.   | Spezia   | 3  | 4 | - | - | - | -  | -  | -  |

### Girone 16
|              | PIS | LIV | MON |
| ------------ | --- | --- | --- |
| Pisa         | ––– | 0-0 | 4-1 |
| Livorno      | 0-1 | ––– | 2-1 |
| Monsummanese | 0-0 | 1-1 | ––– |

| Pos. | Squadra      | Pt | G | V | N | P | GF | GS | DR |
| ---- | ------------ | -- | - | - | - | - | -- | -- | -- |
| 1.   | Pisa         | 6  | 4 | 2 | 2 | 0 | 5  | 1  | +4 |
| 2.   | Livorno      | 4  | 4 | 1 | 2 | 1 | 3  | 3  | 0  |
| 3.   | Monsummanese | 2  | 4 | 0 | 2 | 2 | 3  | 7  | -4 |

### Girone 17
|            | PIS | EMP | RON |
| ---------- | --- | --- | --- |
| Pistoiese  | ––– | 2-0 | 1-0 |
| Empoli     | 0-2 | ––– | 0-0 |
| Rondinella | 0-1 | 0-1 | ––– |

| Pos. | Squadra    | Pt | G | V | N | P | GF | GS | DR |
| ---- | ---------- | -- | - | - | - | - | -- | -- | -- |
| 1.   | Pistoiese  | 8  | 4 | 4 | 0 | 0 | -  | -  | -  |
| 2.   | Empoli     | 3  | 4 | 1 | 1 | 2 | 1  | 4  | -3 |
| 3.   | Rondinella | 1  | 4 | 0 | 1 | 3 | -  | -  | -  |

### Girone 18
|               | SNG | ARE | MON |
| ------------- | --- | --- | --- |
| Sangiovannese | ––– | 0-1 | 0-0 |
| Arezzo        | 1-0 | ––– | 2-1 |
| Montevarchi   | 0-0 | 0-0 | ––– |

| Pos. | Squadra       | Pt | G | V | N | P | GF | GS | DR |
| ---- | ------------- | -- | - | - | - | - | -- | -- | -- |
| 1.   | Arezzo        | 7  | 4 | 3 | 1 | 0 | -  | -  | -  |
| 2.   | Montevarchi   | 3  | 4 | - | - | - | -  | -  | -  |
| 3.   | Sangiovannese | 2  | 4 | - | - | - | -  | -  | -  |

### Girone 19
|          | RIE | SIE | GRO |
| -------- | --- | --- | --- |
| Rieti    | ––– | 1-1 | 1-0 |
| Siena    | 1-0 | ––– | 1-0 |
| Grosseto | 2-1 | 1-0 | ––– |

| Pos. | Squadra  | Pt | G | V | N | P | GF | GS | DR |
| ---- | -------- | -- | - | - | - | - | -- | -- | -- |
| 1.   | Siena    | 7  | 4 | 3 | 1 | 0 | -  | -  | -  |
| 2.   | Rieti    | 3  | 4 | - | - | - | -  | -  | -  |
| 3.   | Grosseto | 2  | 4 | - | - | - | -  | -  | -  |

### Girone 20
|               | OLB | CIV | TOR |
| ------------- | --- | --- | --- |
| Olbia         | ––– | 2-1 | 1-0 |
| Civitavecchia | 1-1 | ––– | 2-1 |
| Torres        | 0-1 | 1-2 | ––– |

| Pos. | Squadra       | Pt | G | V | N | P | GF | GS | DR |
| ---- | ------------- | -- | - | - | - | - | -- | -- | -- |
| 1.   | Olbia         | 7  | 4 | 3 | 1 | 0 | -  | -  | -  |
| 2.   | Civitavecchia | 5  | 4 | 2 | 1 | 1 | -  | -  | -  |
| 3.   | Torres        | 0  | 4 | 0 | 0 | 4 | -  | -  | -  |

### Girone 21
|           | CYN | FRO | ROM |
| --------- | --- | --- | --- |
| Cynthia   | ––– | 2-0 | 1-1 |
| Frosinone | 0-1 | ––– | 1-2 |
| Romulea   | 1-3 | 1-0 | ––– |

| Pos. | Squadra   | Pt | G | V | N | P | GF | GS | DR |
| ---- | --------- | -- | - | - | - | - | -- | -- | -- |
| 1.   | Cynthia   | 7  | 4 | 3 | 1 | 0 | -  | -  | -  |
| 2.   | Romulea   | 5  | 4 | 2 | 1 | 1 | -  | -  | -  |
| 3.   | Frosinone | 0  | 4 | 0 | 0 | 4 | -  | -  | -  |

### Girone 22
|              | TER | GIU | PRL |
| ------------ | --- | --- | --- |
| Teramo       | ––– | 0–0 | 4–2 |
| Giulianova   | 3–2 | ––– | 3–0 |
| Pro Lanciano | 1–1 | 2–1 | ––– |

| Pos. | Squadra      | Pt | G | V | N | P | GF | GS | DR |
| ---- | ------------ | -- | - | - | - | - | -- | -- | -- |
| 1.   | Giulianova   | 5  | 4 | 2 | 1 | 1 | 7  | 4  | +3 |
| 2.   | Teramo       | 4  | 4 | 1 | 2 | 1 | 7  | 6  | +1 |
| 3.   | Pro Lanciano | 3  | 4 | 1 | 1 | 2 | 5  | 9  | -4 |

### Girone 23
|            | PRV | CHI | CAM |
| ---------- | --- | --- | --- |
| Pro Vasto  | ––– | 2–0 | 0-0 |
| Chieti     | 0–2 | ––– | 2-1 |
| Campobasso | 1-0 | 2-1 | ––– |

| Pos. | Squadra    | Pt | G | V | N | P | GF | GS | DR |
| ---- | ---------- | -- | - | - | - | - | -- | -- | -- |
| 1.   | Pro Vasto  | 5  | 4 | 2 | 1 | 1 | 4  | 1  | 3  |
| 2.   | Campobasso | 5  | 4 | 2 | 1 | 1 | 4  | 3  | 1  |
| 3.   | Chieti     | 2  | 4 | 1 | 0 | 3 | 3  | 7  | -4 |

### Girone 24
|           | BEN | CAS | ISC |
| --------- | --- | --- | --- |
| Benevento | ––– | 2-1 | 0-1 |
| Casertana | 1-1 | ––– | 2-0 |
| Ischia    | 2-2 | 1-0 | ––– |

| Pos. | Squadra   | Pt | G | V | N | P | GF | GS | DR |
| ---- | --------- | -- | - | - | - | - | -- | -- | -- |
| 1.   | Ischia    | 5  | 4 | - | - | - | -  | -  | -  |
| 2.   | Benevento | 4  | 4 | - | - | - | -  | -  | -  |
| 3.   | Casertana | 3  | 4 | - | - | - | -  | -  | -  |

### Girone 25
|             | SOR | TUR | JVS |
| ----------- | --- | --- | --- |
| Sorrento    | ––– | 1-0 | 3-0 |
| Turris      | 0-0 | ––– | 2-1 |
| Juve Stabia | 1-0 | 1-3 | ––– |

| Pos. | Squadra     | Pt | G | V | N | P | GF | GS | DR |
| ---- | ----------- | -- | - | - | - | - | -- | -- | -- |
| 1.   | Sorrento    | 5  | 4 | - | - | - | -  | -  | -  |
| 2.   | Turris      | 5  | 4 | - | - | - | -  | -  | -  |
| 3.   | Juve Stabia | 2  | 4 | - | - | - | -  | -  | -  |

### Girone 26
|             | SAL | NOC | PAG |
| ----------- | --- | --- | --- |
| Salernitana | ––– | 2-2 | 3-3 |
| Nocerina    | 1-0 | ––– | 1-1 |
| Paganese    | 3-3 | 1-2 | ––– |

| Pos. | Squadra     | Pt | G | V | N | P | GF | GS | DR |
| ---- | ----------- | -- | - | - | - | - | -- | -- | -- |
| 1.   | Nocerina    | 6  | 4 | - | - | - | -  | -  | -  |
| 2.   | Paganese    | 3  | 4 | - | - | - | -  | -  | -  |
| 3.   | Salernitana | 3  | 4 | - | - | - | -  | -  | -  |

### Girone 27
|          | MAT | BAR | BRL |
| -------- | --- | --- | --- |
| Matera   | ––– | 0-1 | 1-0 |
| Bari     | 1-1 | ––– | 3-0 |
| Barletta | 3-0 | 1-1 | ––– |

| Pos. | Squadra  | Pt | G | V | N | P | GF | GS | DR |
| ---- | -------- | -- | - | - | - | - | -- | -- | -- |
| 1.   | Bari     | 6  | 4 | 2 | 2 | 0 | 6  | 2  | +4 |
| 2.   | Barletta | 3  | 4 | 1 | 1 | 2 | 4  | 5  | -1 |
| 3.   | Matera   | 3  | 4 | 1 | 1 | 2 | 2  | 5  | -3 |

### Girone 28
|          | LEC | NAR | MON |
| -------- | --- | --- | --- |
| Lecce    | ––– | 3-0 | 1-0 |
| Nardò    | 0-1 | ––– | 2-1 |
| Monopoli | 1-1 | 1-0 | ––– |

| Pos. | Squadra  | Pt | G | V | N | P | GF | GS | DR |
| ---- | -------- | -- | - | - | - | - | -- | -- | -- |
| 1.   | Lecce    | 7  | 4 | 3 | 1 | 0 | 6  | 1  | +5 |
| 2.   | Monopoli | 3  | 4 | 1 | 1 | 2 | 3  | 4  | -1 |
| 3.   | Nardò    | 2  | 4 | 1 | 0 | 3 | 2  | 6  | -4 |

### Girone 29
|         | CRO | COS | POT |
| ------- | --- | --- | --- |
| Crotone | ––– | 2-0 | 2-0 |
| Cosenza | 0-2 | ––– | 0-2 |
| Potenza | 1-1 | 2-0 | ––– |

| Pos. | Squadra | Pt | G | V | N | P | GF | GS | DR |
| ---- | ------- | -- | - | - | - | - | -- | -- | -- |
| 1.   | Crotone | 7  | 4 | 3 | 1 | 0 | -  | -  | -  |
| 2.   | Potenza | 5  | 4 | 2 | 1 | 1 | -  | -  | -  |
| 3.   | Cosenza | 0  | 4 | 0 | 0 | 4 | -  | -  | -  |

### Girone 30
|            | REG | MES | NVI |
| ---------- | --- | --- | --- |
| Reggina    | ––– | 1-0 | 0-1 |
| Messina    | 2-1 | ––– | 1-2 |
| Nuova Igea | 1-2 | 1-2 | ––– |

| Pos. | Squadra    | Pt | G | V | N | P | GF | GS | DR |
| ---- | ---------- | -- | - | - | - | - | -- | -- | -- |
| 1.   | Nuova Igea | 4  | 4 | - | - | - | -  | -  | -  |
| 2.   | Messina    | 4  | 4 | - | - | - | -  | -  | -  |
| 3.   | Reggina    | 4  | 4 | - | - | - | -  | -  | -  |

### Girone 31
|          | ACI | RAG | SIR |
| -------- | --- | --- | --- |
| Acireale | ––– | 1-0 | 0-0 |
| Ragusa   | 2-1 | ––– | 2-2 |
| Siracusa | 3-2 | 1-1 | ––– |

| Pos. | Squadra  | Pt | G | V | N | P | GF | GS | DR |
| ---- | -------- | -- | - | - | - | - | -- | -- | -- |
| 1.   | Siracusa | 5  | 4 | - | - | - | -  | -  | -  |
| 2.   | Ragusa   | 4  | 4 | - | - | - | -  | -  | -  |
| 3.   | Acireale | 3  | 4 | - | - | - | -  | -  | -  |

### Girone 32
|          | MAR | TRA | VIT |
| -------- | --- | --- | --- |
| Marsala  | ––– | 1-0 | 1-1 |
| Trapani  | 1-1 | ––– | 3-1 |
| Vittoria | 0-0 | 0-0 | ––– |

| Pos. | Squadra  | Pt | G | V | N | P | GF | GS | DR |
| ---- | -------- | -- | - | - | - | - | -- | -- | -- |
| 1.   | Marsala  | 5  | 4 | - | - | - | -  | -  | -  |
| 2.   | Trapani  | 4  | 4 | 1 | 2 | 1 | 4  | 3  | +1 |
| 3.   | Vittoria | 3  | 4 | - | - | - | -  | -  | -  |

## Fase ad eliminazione diretta

### Sedicesimi di finale
Le gare di andata e ritorno furono disputate il 15 ottobre e tra il 4 e il 12 novembre.
| Squadra 1  | Totale | Squadra 2          | Andata | Ritorno       |
| ---------- | ------ | ------------------ | ------ | ------------- |
| Imperia    | 0-5    | Juniorcasale       | 0-3    | 0-2           |
| Lecco      | 3-1    | Alessandria        | 2-0    | 1-1           |
| Pro Patria | 4-2    | Mantova            | 4-0    | 0-2           |
| Monza      | 1-0    | Trento             | 0-0    | 1-0 (dts)     |
| Triestina  | 1-5    | Clodia Sottomarina | 1-3    | 0-2           |
| Treviso    | 5-4    | Rimini             | 2-2    | 3-2 (dts)     |
| Parma      | 1-1    | Massese            | 0-0    | 1-1 (1-3 dcr) |
| Pisa       | 1-5    | Pistoiese          | 1-1    | 0-4           |
| Arezzo     | 0-1    | Siena              | 0-0    | 0-1           |
| Olbia      | 7-1    | Cynthia            | 4-0    | 3-1           |
| Anconitana | 2-3    | Giulianova         | 1-1    | 1-2           |
| Pro Vasto  | 1-2    | Ischia             | 1-1    | 0-1           |
| Sorrento   | 1-0    | Bari               | 1-0    | 0-0           |
| Nocerina   | 1-2    | Lecce              | 1-1    | 0-1           |
| Crotone    | 0-2    | Siracusa           | 0-0    | 0-2           |
| Nuova Igea | 2-3    | Marsala            | 1-0    | 1-3           |

### Ottavi di finale
Le gare di andata e ritorno furono disputate il 18 febbraio e il 3 marzo.
| Squadra 1          | Totale | Squadra 2 | Andata | Ritorno       |
| ------------------ | ------ | --------- | ------ | ------------- |
| Juniorcasale       | 0-2    | Lecco     | 0-1    | 0-1           |
| Pro Patria         | 0-8    | Monza     | 0-2    | 0-6           |
| Clodia Sottomarina | 0-2    | Treviso   | 0-0    | 0-2           |
| Massese            | 1-2    | Pistoiese | 1-1    | 0-1 (dts)     |
| Siena              | 0-5    | Olbia     | 0-1    | 0-4           |
| Giulianova         | 2-2    | Ischia    | 2-0    | 0-2 (4-5 dcr) |
| Sorrento           | 2-3    | Lecce     | 2-0    | 0-3 (dts)     |
| Siracusa           | 2-4    | Marsala   | 1-1    | 1-3           |

### Quarti di finale
Le gare di andata e ritorno furono disputate il 24 marzo e il 21 aprile.
| Squadra 1 | Totale | Squadra 2 | Andata | Ritorno       |
| --------- | ------ | --------- | ------ | ------------- |
| Lecco     | 0-0    | Monza     | 0-0    | 0-0 (3-4 dcr) |
| Treviso   | 1-2    | Pistoiese | 1-1    | 0-1           |
| Olbia     | 2-3    | Ischia    | 2-0    | 0-3           |
| Lecce     | 4-2    | Marsala   | 3-1    | 1-1           |

### Semifinale
Le gare di andata e ritorno furono disputate il 27 maggio e il 13 giugno.
| Squadra 1 | Totale | Squadra 2 | Andata | Ritorno |
| --------- | ------ | --------- | ------ | ------- |
| Monza     | 4-1    | Pistoiese | 4-0    | 0-1     |
| Ischia    | 2-6    | Lecce     | 0-2    | 2-4     |

### Finale
| Arbitro: | Mattei (Macerata) |

|           |           |  |
| Loddi 20’ | Marcatori |  |